# Черга (село)

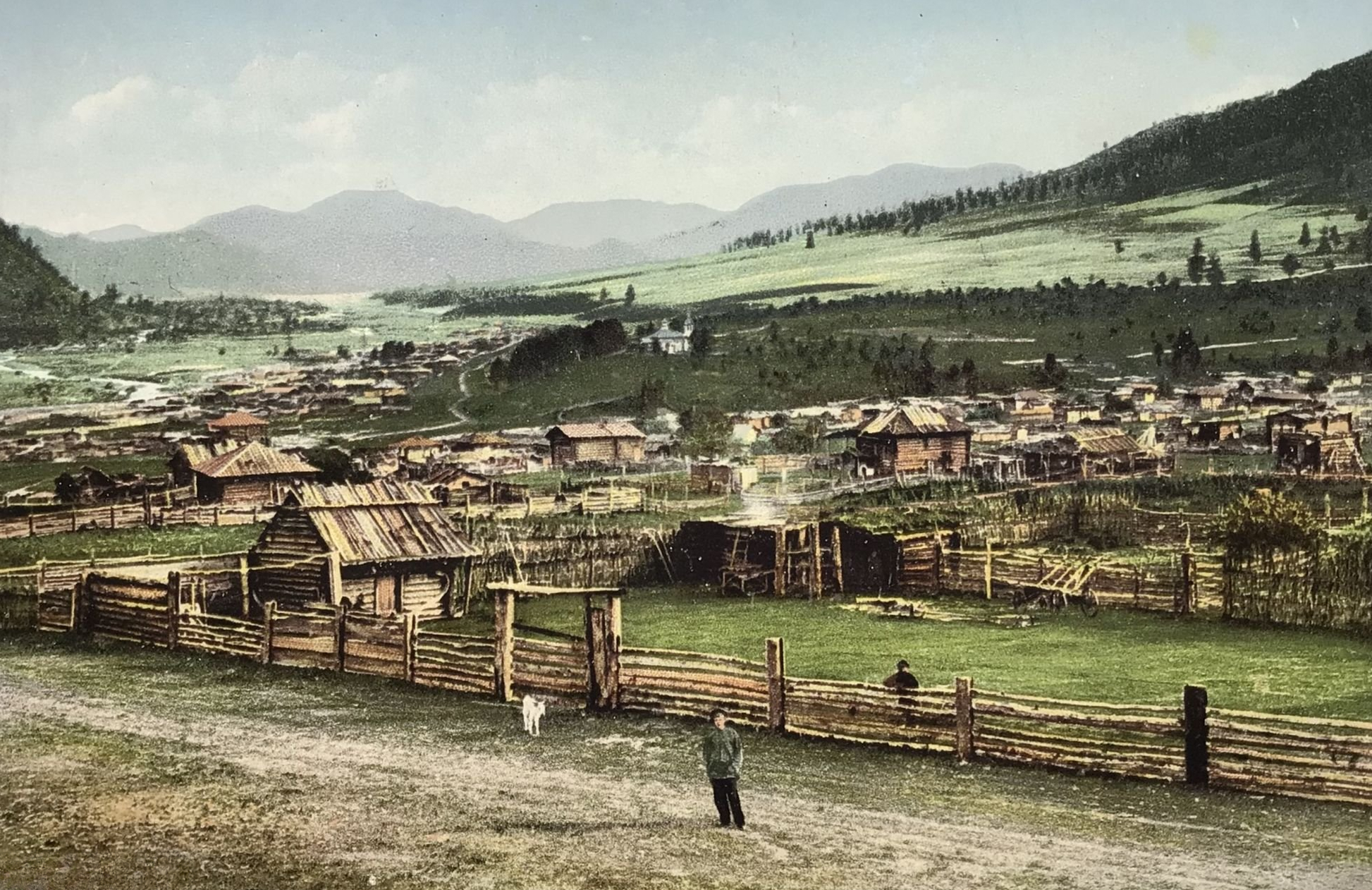
Село Черга на початку ХХ століття

Черга (рос. Черга) — село Шебалінського району, Республіка Алтай Росії. Входить до складу Чергинського сільського поселення.
Населення — 1933 особи (2015 рік).